# Torre de telegrafia òptica de Graja de Iniesta

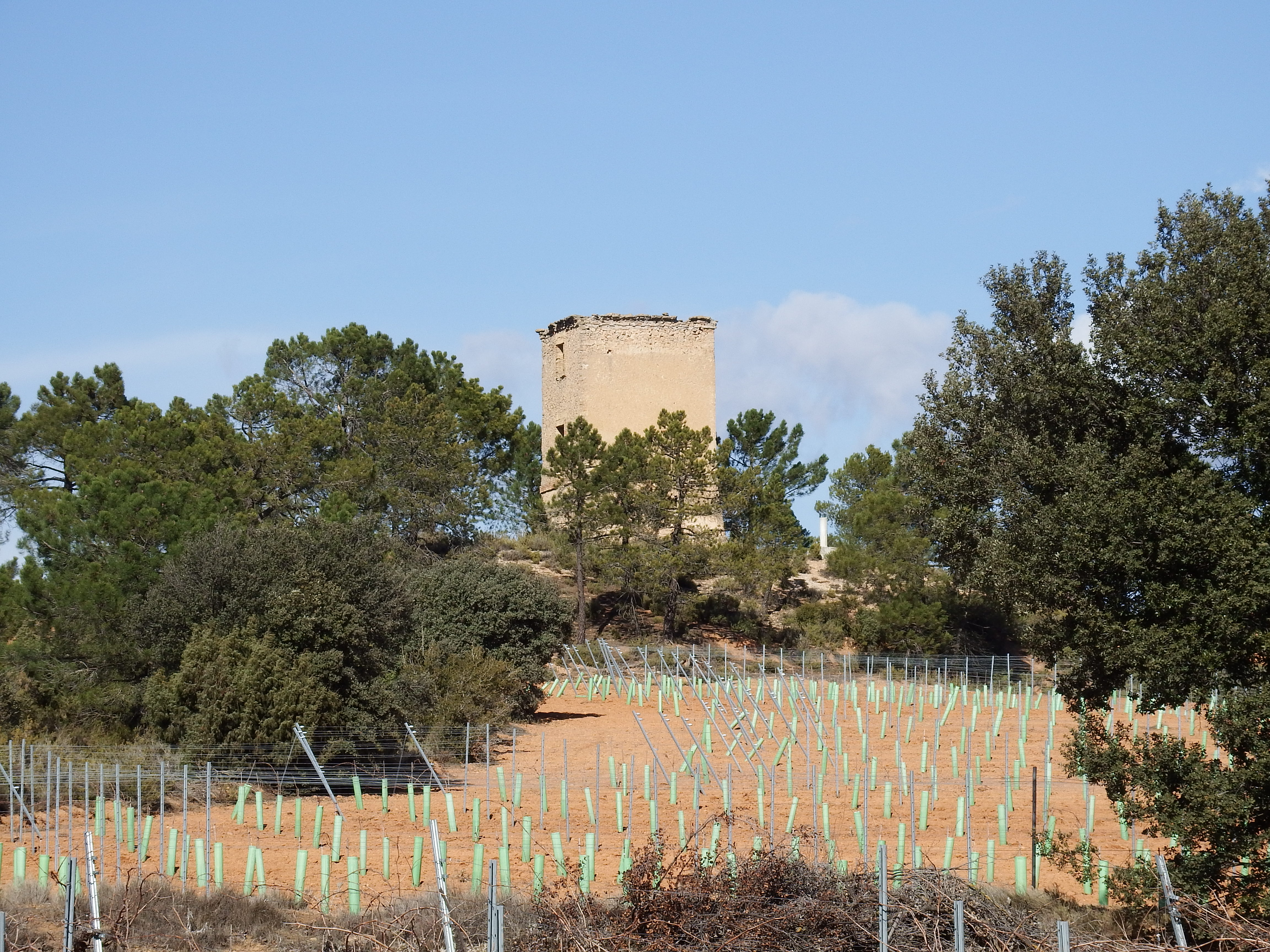
Torre vista des del sud. Les finestres donen a est i oesta, cap a València i Madrid.

La torre de telegrafia òptica de Graja de Iniesta, també anomenada La Mochuela, és una de les torres que formava part de la línia de Barcelona, que havia de comunicar Madrid amb aquella ciutat via València.

## La telegrafia òptica a Espanya
La telegrafia òptica és un invent que es remunta al segle de la Il·lustració, el segle xviii. Va ser un avanç tecnològic de gran importància, nascut a França, que va facilitar la ràpida transmissió de notícies. A Espanya les línies de telègraf òptic no es van aixecar fins a la dècada de 1840, època en la qual a Europa ja començava a funcionar la telegrafia elèctrica. Per motius de seguretat es va rebutjar aquest últim tipus de telegrafia donat el perill de tall de cables per bandolers o insurgents.
Aquestes torres van ser construïdes entre 1848 i 1849 per engegar un servei de missatgeria ràpida que suposés una gran revolució en la comunicació postal del segle xix entre la capital i la perifèria del país. Aquest sistema permetia que un missatge es transmetés de la primera a l'última torre en tan sols trenta minuts.
La línia Madrid-València comença la seva construcció en 1848 i el seu funcionament un any més tard amb trenta torres. La primera estació estava a Madrid a l'edifici de la Duana, actual Ministeri d'Economia i Hisenda, al començament del carrer Alcalá, i el final en el convent de Sant Francesc de València, avui desaparegut. Enllaçava amb la línia València-Barcelona.
Els telegrafistes van ser principalment militars llicenciats els quals es consideraven preparats per a aquesta missió. Molts excombatientes de la Primera Guerra Carlista van entrar en el servei per considerar-se els més indicats per les penalitats que haurien de suportar. L'organització que es va donar al cos de telègrafs va ser paramilitar amb un nivell superior (facultatiu) amb accés al codi secret, i un altre inferior, compost per operaris. Les línies s'organitzaven militarment en divisions amb prefectura a cada capital de província i cada divisió en quatre o cinc seccions composta al seu torn de cinc o sis estacions. El personal reclutat, entre oficials de l'exèrcit, ho componien els inspectors de línia, de 1ª i de 2ª classe. El primer era José María Mathé Aragua i dels segons hi havia dos per cada línia. La dotació teòrica de cada estació era de dos operaris, més un auxiliar. Els torrers s'alternaven entre si per torns. Perquè un servei així funcionés amb diligència s'exigia una rigorosa disciplina que exigia una organització paramilitar. Els edificis aixecats per servir de suport a aquest nou avanç tecnològic van ser dissenyats com a torres defensives fortificades, com la torre que es troba en Graja de Iniesta, o es van ocupar altres edificis suficientment fortificats. Per ordre ministerial de primer de març de 1844 s'assenyalaven les condicions que havien de complir els llocs on es col·loquessin les estacions repetidores del telègraf òptic:
- La distància entre les estacions seria com a mínim de dues llegües i màxim de tres, hi havia de tindres en compte els accidents geogràfics.
- Haurien de seguir-se les carreteres existents buscant la major seguretat de les zones transitades.
- Les estacions es fixarien en poblacions sempre que fos possible.
- A les capitals de província s'hauria de procurar col·locar les estacions al mateix edifici que les autoritats civils o militars.
- Eren preferibles edificis fortificats de l'Estat, torres d'esglésies o ermites, castells o cases fortes que poguessin defensar-se en cas de necessitat.
- S'hauria de mantenir l'alineació sempre que fos possible procurant un radi visual de la línia perpendicular al capdavant de cada torre, encara que segons escriu Madoz: "la major i més essencial avantatge que porta, sense disputa, la nostra màquina telegràfica a totes les altres conegudes és la que els seus signes són visibles amb igual claredat des de tots els punts de l'horitzó, al pas que en la d'altres països la percepció d'aquells sol és exacta quan s'observen en una adreça perpendicular...."[1]

## Descripció de la torre

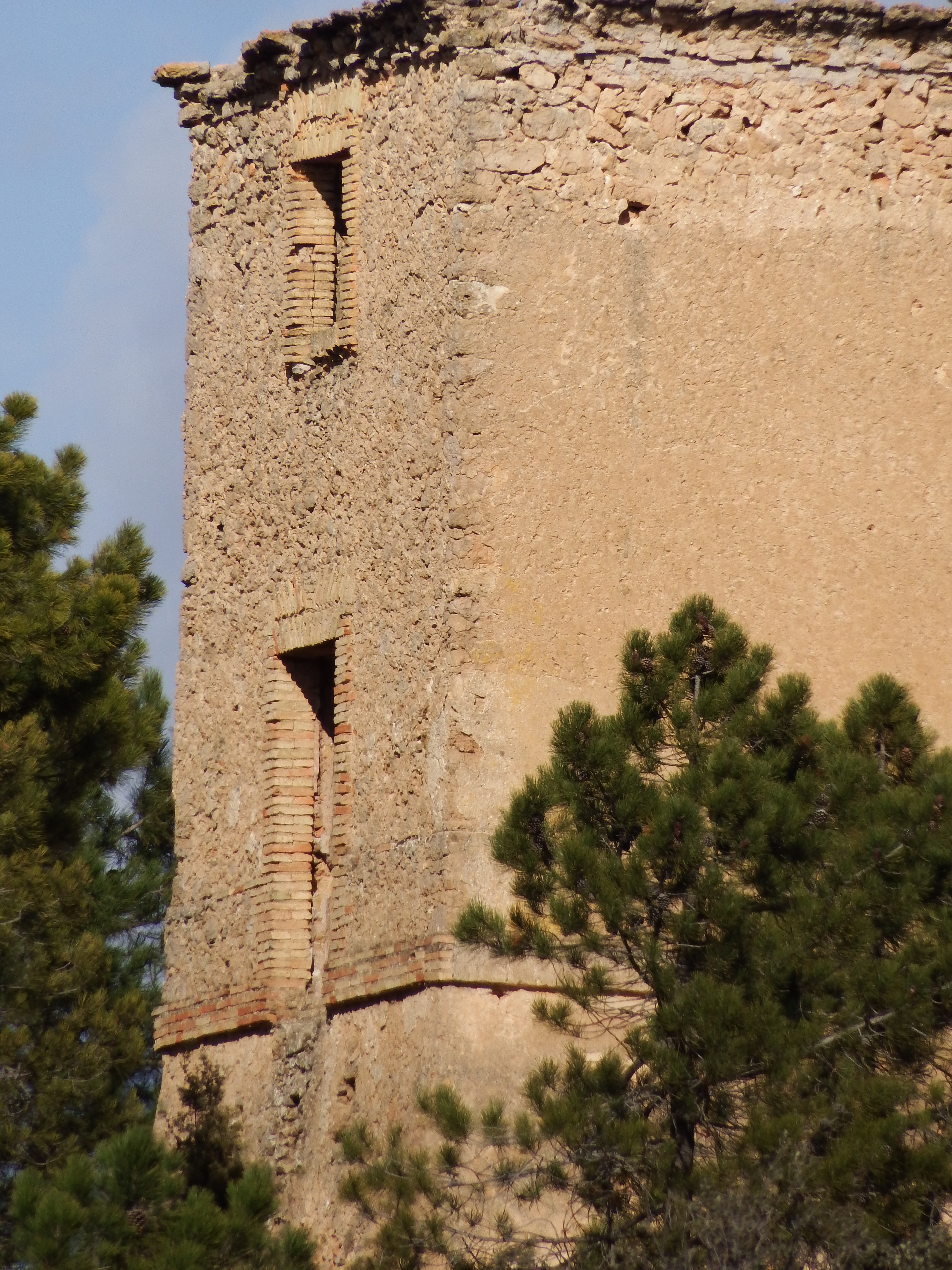
S'observa la finestra superior i l'accés original, que estava en la primera planta, per poder aïllar la torre.

La torre conserva el seu arrebossat ocre en tots els costats menys en l'occidental. Sobre aquest arrebossat s'estenia una capa blanca de la qual queden escasses restes sota la motllura intermèdia de la façana est. S'alça sobre un sòcol recte i el seu primer cos és ataludat, amb tres espitlleres per cadascun. Les façanes nord i sud són les millor conservades; el sòcol i el primer cos del costat oest està alterat per les conduccions del dipòsit d'aigua que es troba a l'interior. La motllura intermèdia consta de quatre filades de maó i conserva ben el sòcol sobre ella. En el cos superior del costat est s'obren dues finestres en maó. Totes les cantonades són de pedra. En el costat oposat s'obren altres dues obertures, l'inferior és la porta, amb la base alterada amb pèrdues i esquerdes que arriben fins a l'espitllera central. La finestra superior té també alterada la base. Tota la torre conserva la seva altura fins a la cornisa, que s'ha perdut en gran part. L'interior està totalment ocupat pel dipòsit d'aigua potable de la localitat i conserva el revoc.

## Història
És la torre número vint del tram entre Madrid i València. Es va construir en 1849 i va estar en servei fins a 1857. En els seus inicis va presentar defectes que van portar a unes reparacions en el seu sostre a l'abril de 1850. A inicis del segle XXI conté en el seu interior un dipòsit d'aigua potable. Aquest ús ha contribuït a la conservació de l'edifici.